# Grundpflicht
Grundpflichten sind das Korrelat zu den Grundrechten gegenüber einem Staat. Zu ihnen können beispielsweise die Schulpflicht oder die Wehrpflicht gehören.

## Situation in Deutschland
Während noch in der Weimarer Reichsverfassung (WRV) der zweite Hauptteil mit Grundrechte und Grundpflichten der Deutschen überschrieben war, so benutzt das Grundgesetz für die Bundesrepublik Deutschland das Wort Grundpflicht an keiner Stelle. Lediglich in Art. 33 Absatz 1 heißt es: „Jeder Deutsche hat in jedem Lande die gleichen staatsbürgerlichen Rechte und Pflichten.“ (Art. 110 Absatz 2 WRV: „Jeder Deutsche hat in jedem Lande des Reichs die gleichen Rechte und Pflichten wie die Angehörigen des Landes selbst.“) Während insbesondere einige Verfassungen der alten Bundesländer Grundrechte und Grundpflichten explizit zusammen nennen, besteht auf Bundesebene und in den neuen Bundesländern insofern ein Defizit.
Dies resultiert jedoch nach herrschender Meinung gerade aus dem Gedanken, dass das Grundgesetz dem Staat keinen Eigenwert beimisst, ihm gegenüber demnach auch keine Grundpflichten bestehen können (vgl. dazu auch die Formulierung des Art. 1 Abs. 1 des Herrenchiemsee-Entwurfs: „Der Staat ist um des Menschen willen da, nicht der Mensch um des Staates willen.“).

## Situation in anderen Ländern

### Ungarn
Das Grundgesetz Ungarns definiert Grundpflichten, die entweder allen in Ungarn lebenden Personen oder den Staatsbürgern auferlegt werden.
So gibt es nach Artikel XII eine Arbeitspflicht, d. h., jede Person hat je nach ihren Möglichkeiten und Fähigkeiten „zur Mehrung der Gemeinschaft beizutragen“. Eine ähnliche Bestimmung enthält Artikel N, der alle Personen verpflichtet, „zur Erfüllung der staatlichen und gemeinschaftlichen Aufgaben beizutragen“. Arbeitnehmer haben zwar das Recht auf Mitgliedschaft in einer Gewerkschaft, Abschluss von Tarifverträgen und Arbeitsniederlegung (Artikel XVII Absatz 2), relativiert wird dieses Recht jedoch durch Artikel XVII Absatz 1, welcher Arbeitnehmern und Arbeitgebern aufträgt, im Interesse des wirtschaftlichen Wohlergehens der Nation „und anderer gemeinschaftlicher Ziele“ zusammenzuwirken.
Artikel XVI regelt die Sorgepflicht von Eltern für ihre Kinder. Umgekehrt müssen auch volljährige Kinder für ihre Eltern sorgen, wenn diese bedürftig sind (Artikel XVI Absatz 4).
Artikel XXXI Absatz 1 schreibt schließlich fest, dass jeder ungarische Staatsangehörige „zum Schutz und zur Verteidigung der Heimat verpflichtet“ sei, und dies ohne Einschränkungen (zum Beispiel auf den Kriegszustand). Konkreter sind die darauffolgenden Absätze 2 bis 4: Ungarn unterhält zwar eine reine Berufsarmee, allerdings können volljährige männliche Staatsbürger mit Wohnsitz innerhalb der Landesgrenzen „in Ausnahmezuständen“ zum Wehrdienst mit oder ohne Waffe oder zur „Arbeitspflicht zur Landesverteidigung“ herangezogen werden.